# Modulación con codificación reticulada
La modulación con codificación reticulada, conocida también como TCM (acrónimo de Trellis Coded Modulation), codificación trellis y modulación codificada de enrejado es un esquema de modulación que permite la transmisión altamente eficiente de información sobre medios limitados en banda tales como la línea telefónica. Este tipo de modulación fue inventado por el ingeniero de telecomunicaciones austríaco Gottfried Ungerboeck mientras trabajaba en el Laboratorio de Investigación de IBM en Zúrich en la década de 1970 y descrito por primera vez en una ponencia de 1976, pero pasó casi desapercibida hasta que se publicó una nueva exposición detallada en 1982 que logró un amplio reconocimiento repentino.
En 1984 a propuesta de IBM el ITU-T la adopta para módems de datos en la red telefónica con 32 estados de fase (32 TCM) para 14,4 kb/s. Esta modulación se asocia con el algoritmo creado por el ingeniero electrónico italiano Andrew Viterbi que permite la corrección de errores en el receptor. Se trata de una decodificación que optimiza la tasa de error. La modulación TCM permite maximizar la distancia mínima entre estados de transmisión desde el punto de vista de la distribución de fases

## Principio

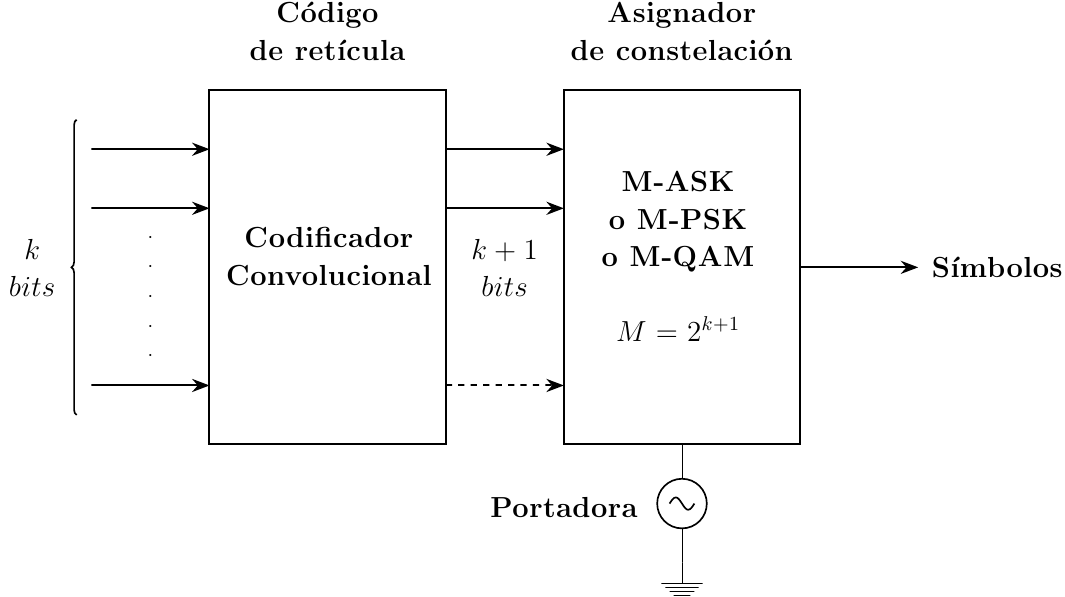
Diagrama de bloques de un modulador con codificación reticulada (TCM)

En la modulación con codificación reticulada se combinan la codificación y la modulación para reducir la probabilidad de errores y así mejorar su desempeño frente a estos. Esta modulación se diferencia de otros esquemas digitales en que introduce redundancias, por lo que se duplica la cantidad de puntos de señal respecto a determinados modos de modulación PSK y QAM.
Un modulador para TCM consiste en dos bloques con funciones definidas: un codificador convolucional con una tasa de {\displaystyle \scriptstyle R=k/k+1} y un asignador de constelación, que es en realidad un modulador digital implementado en uno de los tres posibles tipos de modulación digital de {\displaystyle \scriptstyle M} niveles el cual asigna la modulación adecuada a la cantidad de bits que se obtengan. 
Cuando entran en paralelo {\displaystyle \scriptstyle k} bits a la etapa de codificación, se obtiene un flujo de {\displaystyle \scriptstyle k+1} bits en paralelo y al llegar a la etapa de asignación de constelación, una memoria del tipo PROM asigna las coordenadas de cada punto de la constelación. En realidad, la memoria PROM asigna los niveles a los cuales deben interpretarse los bits dentro del circuito que es común para todas las modulaciones consideradas.

### Ejemplo de funcionamiento
Si se asume que {\displaystyle \scriptstyle k=2}, entonces el código tiene una tasa o velocidad igual a 2/3, lo cual sería el equivalente a una señal QPSK (ya que M=4), pero debido a la salida del codificador hay 3 bits, entonces se tendrán 8 niveles por lo que se emite a la salida del modulador una señal de 8-PSK, lo que duplica la cantidad de puntos de la constelación original. Esto puede interpretarse como una actualización del sistema en la cual se toma un tipo de señal y se obtiene otra con un mayor número de puntos, lo que incrementa la tasa de bits, aunque la tasa de símbolos siga siendo la misma.

### Características
La modulación con codificación reticulada presenta las siguientes características:
1. Es una modulación que conserva el ancho de banda, porque duplica la cantidad de puntos de la constelación resultante, lo que incrementa la velocidad o tasa de bits sin modificar la tasa de símbolos.
2. El incremento de puntos en la constelación reduce la distancia euclidiana entre dichos puntos, pero la secuencia de codificación ofrece una ganancia de codificación que supera la desventaja respecto a la potencia de usar una constelación más grande.
3. El rendimiento se mide por la ganancia de codificación respecto de una señal no codificada.
4. La métrica de la decodificación es la distancia euclidiana y no la distancia de Hamming.
5. La modulación TCM práctica usa un código convolucional con una tasa de {\displaystyle \scriptstyle R=1/2} con una longitud de restricción de 7 o 9. Este código hace que TCM sea fácilmente implementable.